# 쉬판
쉬판(Xu Fan, 1967년 8월 16일 ~ )은 중화인민공화국의 배우, 영화배우이다.
우한시에서 태어났다.

## 방송
- 청춘사십
- 대국의

## 영화
- 레일로드 워 (2016년) - 진 고모 역
- 유일천 (2014년)
- 천하칠검 양가장 (2013년)
- 1942 (2012년)
- 청춘사십 (2012년)
- 노인 요양원 (2012년)
- 전구열련 (2011년)
- 대지진 (2010년) - 쌍둥이 남매의 어머니, 리위엔니 역
- 건국대업 (2009년)
- 계견불녕 (2006년)
- 계견부녕 (2006년)
- 천하무적 (2004년)
- 휴대폰 (2003년)
- 크래쉬 랜딩 (2000년)
- 아버지 (2000년)
- 보련등 (1999년)
- 올 때까지 기다려 줘 (1999년)
- 마경 (1999년)
- 스피이시 러브 수프 (1998년)
- 이쪽저쪽 (1997년)
- 라스트 유너크 (1992년)